# Convocazioni per il campionato mondiale di calcio 1998
Elenco dei giocatori convocati da ciascuna Nazionale partecipante ai Mondiali di calcio 1998.
L'età dei giocatori è relativa al 10 giugno 1998, data di inizio della manifestazione.

## Gruppo A

### Brasile
Commissario tecnico: Mário Zagallo
| N. | Pos. | Giocatore      | Data nascita (età)          | Pres. | Squadra          |
| -- | ---- | -------------- | --------------------------- | ----- | ---------------- |
| 1  | P    | Taffarel       | 8 maggio 1966 (32 anni)     | 94    | Atlético Mineiro |
| 2  | D    | Cafu           | 7 giugno 1970 (28 anni)     | 64    | Roma             |
| 3  | D    | Aldair         | 30 novembre 1965 (32 anni)  | 66    | Roma             |
| 4  | D    | Júnior Baiano  | 14 marzo 1970 (28 anni)     | 17    | Flamengo         |
| 5  | C    | César Sampaio  | 31 marzo 1968 (30 anni)     | 34    | Yokohama Flügels |
| 6  | D    | Roberto Carlos | 10 aprile 1973 (25 anni)    | 46    | Real Madrid      |
| 7  | C    | Giovanni       | 4 febbraio 1972 (26 anni)   | 14    | Barcellona       |
| 8  | C    | Dunga          | 31 ottobre 1963 (34 anni)   | 84    | Júbilo Iwata     |
| 9  | A    | Ronaldo        | 22 settembre 1976 (21 anni) | 37    | Inter            |
| 10 | C    | Rivaldo        | 19 aprile 1972 (26 anni)    | 15    | Barcellona       |
| 11 | C    | Emerson        | 4 aprile 1976 (22 anni)     | 3     | Bayer Leverkusen |
| 12 | P    | Carlos Germano | 14 agosto 1970 (27 anni)    | 9     | Vasco da Gama    |
| 13 | D    | Zé Carlos      | 14 novembre 1968 (29 anni)  | 0     | San Paolo        |
| 14 | D    | Gonçalves      | 22 febbraio 1966 (32 anni)  | 22    | Botafogo         |
| 15 | D    | André Cruz     | 20 settembre 1968 (29 anni) | 31    | Milan            |
| 16 | C    | Zé Roberto     | 6 luglio 1974 (23 anni)     | 20    | Flamengo         |
| 17 | C    | Doriva         | 28 maggio 1972 (26 anni)    | 11    | Porto            |
| 18 | C    | Leonardo       | 5 settembre 1969 (28 anni)  | 45    | Milan            |
| 19 | C    | Denílson       | 24 agosto 1977 (20 anni)    | 26    | San Paolo        |
| 20 | A    | Bebeto         | 16 febbraio 1964 (34 anni)  | 68    | Botafogo         |
| 21 | A    | Edmundo        | 2 aprile 1971 (27 anni)     | 33    | Fiorentina       |
| 22 | P    | Dida           | 7 ottobre 1973 (24 anni)    | 15    | Cruzeiro         |

### Marocco
Commissario tecnico:  Henri Michel
| N. | Pos. | Giocatore             | Data nascita (età)          | Pres. | Squadra             |
| -- | ---- | --------------------- | --------------------------- | ----- | ------------------- |
| 1  | P    | Abdelkader El Brazi   | 5 novembre 1964 (33 anni)   | 37    | FAR Rabat           |
| 2  | D    | Abdelilah Saber       | 21 aprile 1974 (24 anni)    | 25    | Sporting Lisbona    |
| 3  | D    | Abdelkrim El Hadrioui | 6 marzo 1972 (26 anni)      | 59    | Benfica             |
| 4  | D    | Youssef Rossi         | 28 giugno 1973 (24 anni)    | 20    | Rennes              |
| 5  | D    | Smahi Triki           | 1º agosto 1967 (30 anni)    | 16    | Losanna             |
| 6  | D    | Noureddine Naybet     | 10 febbraio 1970 (28 anni)  | 91    | Deportivo La Coruña |
| 7  | C    | Mustapha Hadji        | 16 novembre 1971 (26 anni)  | 42    | Deportivo La Coruña |
| 8  | C    | Saïd Chiba            | 18 settembre 1970 (27 anni) | 23    | Compostela          |
| 9  | A    | Abdeljalil Hadda      | 21 marzo 1972 (26 anni)     | 11    | Club Africain       |
| 10 | A    | Abderrahim Ouakili    | 11 dicembre 1970 (27 anni)  | 8     | Monaco 1860         |
| 11 | C    | Ali El Khattabi       | 17 gennaio 1977 (21 anni)   | 6     | Heerenveen          |
| 12 | P    | Driss Benzekri        | 31 dicembre 1970 (27 anni)  | 6     | RS Settat           |
| 13 | D    | Rachid Neqrouz        | 10 aprile 1972 (26 anni)    | 13    | Bari                |
| 14 | A    | Salaheddine Bassir    | 5 settembre 1972 (25 anni)  | 26    | Deportivo La Coruña |
| 15 | D    | Lahcen Abrami         | 31 dicembre 1969 (28 anni)  | 41    | Wydad Casablanca    |
| 16 | C    | Rachid Azzouzi        | 10 gennaio 1971 (27 anni)   | 35    | Greuther Fürth      |
| 17 | C    | Gharib Amzine         | 3 maggio 1973 (25 anni)     | 2     | Mulhouse            |
| 18 | C    | Youssef Chippo        | 10 maggio 1973 (25 anni)    | 20    | Porto               |
| 19 | D    | Jamal Sellami         | 6 ottobre 1970 (27 anni)    | 0     | Raja Casablanca     |
| 20 | D    | Tahar El Khalej       | 16 giugno 1968 (29 anni)    | 54    | Benfica             |
| 21 | A    | Rachid Rokki          | 8 novembre 1974 (23 anni)   | 2     | SCC Mohammédia      |
| 22 | P    | Mustapha Chadili      | 14 febbraio 1973 (25 anni)  | 0     | Raja Casablanca     |

### Norvegia
Commissario tecnico: Egil Olsen
| N. | Pos. | Giocatore           | Data nascita (età)          | Pres. | Squadra        |
| -- | ---- | ------------------- | --------------------------- | ----- | -------------- |
| 1  | P    | Frode Grodås        | 24 ottobre 1964 (33 anni)   | 39    | Tottenham      |
| 2  | D    | Gunnar Halle        | 11 agosto 1965 (32 anni)    | 60    | Leeds Utd      |
| 3  | D    | Ronny Johnsen       | 10 giugno 1969 (29 anni)    | 33    | Manchester Utd |
| 4  | D    | Henning Berg        | 1º settembre 1969 (28 anni) | 52    | Manchester Utd |
| 5  | D    | Stig Inge Bjørnebye | 11 dicembre 1969 (28 anni)  | 62    | Liverpool      |
| 6  | C    | Ståle Solbakken     | 27 febbraio 1968 (30 anni)  | 34    | Aalborg        |
| 7  | C    | Erik Mykland        | 21 luglio 1971 (26 anni)    | 54    | Panathīnaïkos  |
| 8  | C    | Øyvind Leonhardsen  | 17 agosto 1970 (27 anni)    | 55    | Liverpool      |
| 9  | A    | Tore André Flo      | 15 giugno 1973 (24 anni)    | 25    | Chelsea        |
| 10 | C    | Kjetil Rekdal       | 6 novembre 1968 (29 anni)   | 66    | Hertha Berlino |
| 11 | C    | Mini Jakobsen       | 8 novembre 1965 (32 anni)   | 64    | Rosenborg      |
| 12 | P    | Thomas Myhre        | 16 ottobre 1973 (24 anni)   | 1     | Everton        |
| 13 | P    | Espen Baardsen      | 7 dicembre 1977 (20 anni)   | 1     | Tottenham      |
| 14 | D    | Vegard Heggem       | 13 luglio 1975 (22 anni)    | 1     | Rosenborg      |
| 15 | D    | Dan Eggen           | 13 gennaio 1970 (28 anni)   | 13    | Celta Vigo     |
| 16 | C    | Jostein Flo         | 3 ottobre 1964 (33 anni)    | 44    | Strømsgodset   |
| 17 | C    | Håvard Flo          | 4 aprile 1970 (28 anni)     | 9     | Werder Brema   |
| 18 | A    | Egil Østenstad      | 2 gennaio 1972 (26 anni)    | 13    | Southampton    |
| 19 | D    | Erik Hoftun         | 3 marzo 1969 (29 anni)      | 1     | Rosenborg      |
| 20 | A    | Ole Gunnar Solskjær | 26 febbraio 1973 (25 anni)  | 13    | Manchester Utd |
| 21 | C    | Vidar Riseth        | 21 aprile 1972 (26 anni)    | 4     | LASK Linz      |
| 22 | C    | Roar Strand         | 2 febbraio 1970 (28 anni)   | 5     | Rosenborg      |

### Scozia
Commissario tecnico: Craig Brown
| N. | Pos. | Giocatore        | Data nascita (età)          | Pres. | Squadra           |
| -- | ---- | ---------------- | --------------------------- | ----- | ----------------- |
| 1  | P    | Jim Leighton     | 24 luglio 1958 (39 anni)    | 86    | Aberdeen          |
| 2  | C    | Jackie McNamara  | 24 ottobre 1973 (24 anni)   | 6     | Celtic            |
| 3  | D    | Tom Boyd         | 24 novembre 1965 (32 anni)  | 55    | Celtic            |
| 4  | D    | Colin Calderwood | 20 gennaio 1965 (33 anni)   | 28    | Tottenham         |
| 5  | D    | Colin Hendry     | 7 dicembre 1965 (32 anni)   | 32    | Blackburn Rovers  |
| 6  | D    | Tosh McKinlay    | 3 dicembre 1964 (33 anni)   | 19    | Celtic            |
| 7  | A    | Kevin Gallacher  | 23 novembre 1966 (31 anni)  | 36    | Blackburn Rovers  |
| 8  | C    | Craig Burley     | 24 settembre 1971 (26 anni) | 25    | Celtic            |
| 9  | A    | Gordon Durie     | 6 dicembre 1965 (32 anni)   | 40    | Rangers           |
| 10 | C    | Darren Jackson   | 25 luglio 1966 (31 anni)    | 24    | Celtic            |
| 11 | C    | John Collins     | 31 gennaio 1968 (30 anni)   | 49    | Monaco            |
| 12 | P    | Neil Sullivan    | 24 febbraio 1970 (28 anni)  | 3     | Wimbledon FC      |
| 13 | A    | Simon Donnelly   | 1º dicembre 1974 (23 anni)  | 8     | Celtic            |
| 14 | C    | Paul Lambert     | 7 agosto 1969 (28 anni)     | 12    | Celtic            |
| 15 | C    | Scot Gemmill     | 2 gennaio 1971 (27 anni)    | 13    | Nottingham Forest |
| 16 | D    | David Weir       | 10 maggio 1970 (28 anni)    | 5     | Hearts            |
| 17 | C    | Billy McKinlay   | 22 aprile 1969 (29 anni)    | 25    | Blackburn Rovers  |
| 18 | D    | Matt Elliott     | 1º novembre 1969 (28 anni)  | 3     | Leicester City    |
| 19 | D    | Derek Whyte      | 31 agosto 1968 (29 anni)    | 11    | Aberdeen          |
| 20 | A    | Scott Booth      | 16 dicembre 1971 (26 anni)  | 16    | Utrecht           |
| 21 | P    | Jonathan Gould   | 18 luglio 1968 (29 anni)    | 0     | Celtic            |
| 22 | D    | Christian Dailly | 23 ottobre 1973 (24 anni)   | 10    | Derby County      |

## Gruppo B

### Austria
Commissario tecnico: Herbert Prohaska
| N. | Pos. | Giocatore            | Data nascita (età)          | Pres. | Squadra            |
| -- | ---- | -------------------- | --------------------------- | ----- | ------------------ |
| 1  | P    | Michael Konsel       | 6 marzo 1962 (36 anni)      | 40    | Roma               |
| 2  | C    | Markus Schopp        | 22 febbraio 1974 (24 anni)  | 18    | Sturm Graz         |
| 3  | D    | Peter Schöttel       | 26 marzo 1967 (31 anni)     | 54    | Rapid Vienna       |
| 4  | D    | Anton Pfeffer        | 17 agosto 1965 (32 anni)    | 56    | Austria Vienna     |
| 5  | D    | Wolfgang Feiersinger | 30 gennaio 1965 (33 anni)   | 39    | Borussia Dortmund  |
| 6  | D    | Walter Kogler        | 12 dicembre 1967 (30 anni)  | 22    | Cannes             |
| 7  | A    | Mario Haas           | 16 settembre 1974 (23 anni) | 5     | Sturm Graz         |
| 8  | C    | Heimo Pfeifenberger  | 29 dicembre 1966 (31 anni)  | 37    | Werder Brema       |
| 9  | A    | Ivica Vastić         | 29 settembre 1969 (28 anni) | 14    | Sturm Graz         |
| 10 | C    | Andreas Herzog       | 10 settembre 1968 (29 anni) | 68    | Werder Brema       |
| 11 | C    | Martin Amerhauser    | 23 luglio 1974 (23 anni)    | 2     | Austria Salisburgo |
| 12 | D    | Martin Hiden         | 11 marzo 1973 (25 anni)     | 4     | Leeds Utd          |
| 13 | C    | Harald Cerny         | 13 settembre 1973 (24 anni) | 23    | Monaco 1860        |
| 14 | A    | Hannes Reinmayr      | 23 agosto 1969 (28 anni)    | 8     | Sturm Graz         |
| 15 | C    | Arnold Wetl          | 2 febbraio 1970 (28 anni)   | 15    | Rapid Vienna       |
| 16 | P    | Franz Wohlfahrt      | 1º luglio 1964 (33 anni)    | 37    | Stoccarda          |
| 17 | C    | Roman Mählich        | 17 settembre 1971 (26 anni) | 10    | Sturm Graz         |
| 18 | C    | Peter Stöger         | 11 aprile 1966 (32 anni)    | 59    | LASK Linz          |
| 19 | A    | Toni Polster         | 10 marzo 1964 (34 anni)     | 91    | Colonia            |
| 20 | C    | Andreas Heraf        | 10 settembre 1967 (30 anni) | 10    | Rapid Vienna       |
| 21 | P    | Wolfgang Knaller     | 9 ottobre 1961 (36 anni)    | 4     | Austria Vienna     |
| 22 | C    | Dietmar Kühbauer     | 4 aprile 1971 (27 anni)     | 18    | Real Sociedad      |

### Camerun
Commissario tecnico:  Claude Le Roy
| N. | Pos. | Giocatore            | Data nascita (età)          | Pres. | Squadra              |
| -- | ---- | -------------------- | --------------------------- | ----- | -------------------- |
| 1  | P    | Jacques Songo'o      | 17 marzo 1964 (34 anni)     | 73    | Deportivo La Coruña  |
| 2  | C    | Joseph Elanga        | 2 maggio 1979 (19 anni)     | 1     | Tonnerre Yaoundé     |
| 3  | D    | Pierre Womé          | 26 marzo 1979 (19 anni)     | 28    | Lucchese             |
| 4  | D    | Rigobert Song        | 1º luglio 1976 (21 anni)    | 30    | Metz                 |
| 5  | D    | Raymond Kalla        | 22 aprile 1975 (23 anni)    | 28    | Panachaiki           |
| 6  | D    | Pierre Njanka        | 15 marzo 1975 (23 anni)     | 2     | Olympic Mvolyé       |
| 7  | A    | François Omam-Biyik  | 21 maggio 1966 (32 anni)    | 70    | Sampdoria            |
| 8  | C    | Didier Angibeaud     | 8 ottobre 1974 (23 anni)    | 3     | Nice                 |
| 9  | A    | Alphonse Tchami      | 14 febbraio 1971 (27 anni)  | 38    | Hertha Berlino       |
| 10 | A    | Patrick Mboma        | 15 novembre 1970 (27 anni)  | 15    | Gamba Osaka          |
| 11 | A    | Samuel Eto'o         | 10 marzo 1981 (17 anni)     | 6     | Leganés              |
| 12 | D    | Lauren Etame Mayer   | 19 gennaio 1977 (21 anni)   | 1     | Levante              |
| 13 | D    | Patrice Abanda       | 3 agosto 1978 (19 anni)     | 1     | Espoir Yaounde       |
| 14 | C    | Augustine Simo       | 18 settembre 1978 (19 anni) | 14    | Saint-Étienne        |
| 15 | C    | Joseph Ndo           | 28 aprile 1976 (22 anni)    | 1     | Cottonsport Garoua   |
| 16 | P    | Bassey William Andem | 14 giugno 1968 (29 anni)    | 16    | Boavista             |
| 17 | D    | Michel Pensée        | 16 giugno 1973 (24 anni)    | 2     | Cheonan Ilhwa Chunma |
| 18 | A    | Samuel Ipoua         | 1º marzo 1973 (25 anni)     | 7     | Rapid Vienna         |
| 19 | C    | Marcel Mahouvé       | 16 gennaio 1973 (25 anni)   | 12    | Montpellier          |
| 20 | C    | Salomon Olembé       | 8 dicembre 1980 (17 anni)   | 8     | Nantes               |
| 21 | A    | Joseph-Désiré Job    | 1º dicembre 1977 (20 anni)  | 11    | Lione                |
| 22 | P    | Alioum Boukar        | 3 gennaio 1972 (26 anni)    | 16    | Samsunspor           |

### Cile
Commissario tecnico:   Nelson Acosta
| N. | Pos. | Giocatore          | Data nascita (età)          | Pres. | Squadra              |
| -- | ---- | ------------------ | --------------------------- | ----- | -------------------- |
| 1  | P    | Nelson Tapia       | 22 giugno 1966 (31 anni)    | 34    | Universidad Católica |
| 2  | D    | Cristián Castañeda | 18 settembre 1968 (29 anni) | 24    | Universidad de Chile |
| 3  | D    | Ronald Fuentes     | 22 giugno 1969 (28 anni)    | 41    | Universidad de Chile |
| 4  | D    | Francisco Rojas    | 22 luglio 1974 (23 anni)    | 12    | Colo-Colo            |
| 5  | D    | Javier Margas      | 10 maggio 1969 (29 anni)    | 52    | Universidad Católica |
| 6  | D    | Pedro Reyes        | 13 novembre 1972 (25 anni)  | 24    | Colo-Colo            |
| 7  | C    | Nelson Parraguez   | 5 aprile 1971 (27 anni)     | 37    | Universidad Católica |
| 8  | C    | Clarence Acuña     | 8 febbraio 1975 (23 anni)   | 28    | Universidad de Chile |
| 9  | A    | Iván Zamorano      | 18 gennaio 1967 (31 anni)   | 42    | Inter                |
| 10 | C    | José Luis Sierra   | 5 dicembre 1968 (29 anni)   | 31    | Colo-Colo            |
| 11 | A    | Marcelo Salas      | 24 dicembre 1974 (23 anni)  | 39    | River Plate          |
| 12 | P    | Marcelo Ramírez    | 29 maggio 1965 (33 anni)    | 19    | Colo-Colo            |
| 13 | A    | Manuel Neira       | 12 ottobre 1977 (20 anni)   | 5     | Colo-Colo            |
| 14 | D    | Miguel Ramírez     | 11 giugno 1970 (27 anni)    | 38    | Universidad Católica |
| 15 | D    | Moisés Villarroel  | 12 febbraio 1976 (22 anni)  | 10    | Santiago Wanderers   |
| 16 | D    | Mauricio Aros      | 9 marzo 1976 (22 anni)      | 4     | Universidad de Chile |
| 17 | C    | Marcelo Vega       | 12 agosto 1971 (26 anni)    | 29    | MetroStars           |
| 18 | C    | Luis Musrri        | 24 dicembre 1968 (29 anni)  | 27    | Universidad de Chile |
| 19 | C    | Fernando Cornejo   | 28 gennaio 1969 (29 anni)   | 27    | Cobreloa             |
| 20 | C    | Fabián Estay       | 5 ottobre 1968 (29 anni)    | 48    | Toluca               |
| 21 | A    | Rodrigo Barrera    | 30 marzo 1970 (28 anni)     | 22    | Universidad de Chile |
| 22 | P    | Carlos Tejas       | 4 ottobre 1974 (23 anni)    | 0     | Coquimbo Unido       |

### Italia
Commissario tecnico: Cesare Maldini
| N. | Pos. | Giocatore             | Data nascita (età)          | Pres. | Squadra         |
| -- | ---- | --------------------- | --------------------------- | ----- | --------------- |
| 1  | P    | Francesco Toldo       | 2 dicembre 1971 (26 anni)   | 6     | Fiorentina      |
| 2  | D    | Giuseppe Bergomi      | 22 dicembre 1963 (34 anni)  | 78    | Inter           |
| 3  | D    | Paolo Maldini         | 26 giugno 1968 (29 anni)    | 88    | Milan           |
| 4  | D    | Fabio Cannavaro       | 13 settembre 1973 (24 anni) | 14    | Parma           |
| 5  | D    | Alessandro Costacurta | 24 aprile 1966 (32 anni)    | 54    | Milan           |
| 6  | D    | Alessandro Nesta      | 19 marzo 1976 (22 anni)     | 12    | Lazio           |
| 7  | D    | Gianluca Pessotto     | 11 agosto 1970 (27 anni)    | 4     | Juventus        |
| 8  | D    | Moreno Torricelli     | 23 gennaio 1970 (28 anni)   | 6     | Juventus        |
| 9  | C    | Demetrio Albertini    | 23 agosto 1971 (26 anni)    | 57    | Milan           |
| 10 | A    | Alessandro Del Piero  | 9 novembre 1974 (23 anni)   | 19    | Juventus        |
| 11 | C    | Dino Baggio           | 24 luglio 1971 (26 anni)    | 46    | Parma           |
| 12 | P    | Gianluca Pagliuca     | 18 dicembre 1966 (31 anni)  | 34    | Inter           |
| 13 | C    | Sandro Cois           | 9 giugno 1972 (26 anni)     | 1     | Fiorentina      |
| 14 | C    | Luigi Di Biagio       | 3 giugno 1971 (27 anni)     | 13    | Roma            |
| 15 | C    | Angelo Di Livio       | 26 luglio 1966 (31 anni)    | 21    | Juventus        |
| 16 | C    | Roberto Di Matteo     | 29 maggio 1970 (28 anni)    | 32    | Chelsea         |
| 17 | C    | Francesco Moriero     | 31 marzo 1969 (29 anni)     | 3     | Inter           |
| 18 | A    | Roberto Baggio        | 18 febbraio 1967 (31 anni)  | 48    | Bologna         |
| 19 | A    | Filippo Inzaghi       | 9 agosto 1973 (24 anni)     | 4     | Juventus        |
| 20 | A    | Enrico Chiesa         | 29 dicembre 1970 (27 anni)  | 6     | Parma           |
| 21 | A    | Christian Vieri       | 12 luglio 1973 (24 anni)    | 8     | Atlético Madrid |
| 22 | P    | Gianluigi Buffon      | 28 gennaio 1978 (20 anni)   | 2     | Parma           |

## Gruppo C

### Danimarca
Commissario tecnico:  Bo Johansson
| N. | Pos. | Giocatore          | Data nascita (età)         | Pres. | Squadra          |
| -- | ---- | ------------------ | -------------------------- | ----- | ---------------- |
| 1  | P    | Peter Schmeichel   | 18 novembre 1963 (34 anni) | 100   | Manchester Utd   |
| 2  | D    | Michael Schjønberg | 19 gennaio 1967 (31 anni)  | 28    | Kaiserslautern   |
| 3  | D    | Marc Rieper        | 5 giugno 1968 (30 anni)    | 53    | Celtic           |
| 4  | D    | Jes Høgh           | 7 maggio 1966 (32 anni)    | 37    | Fenerbahçe       |
| 5  | D    | Jan Heintze        | 17 agosto 1963 (34 anni)   | 39    | Bayer Leverkusen |
| 6  | D    | Thomas Helveg      | 24 giugno 1971 (26 anni)   | 30    | Udinese          |
| 7  | C    | Allan Nielsen      | 13 marzo 1971 (27 anni)    | 18    | Tottenham        |
| 8  | C    | Per Frandsen       | 6 febbraio 1970 (28 anni)  | 12    | Bolton Wanderers |
| 9  | A    | Miklos Molnar      | 10 aprile 1970 (28 anni)   | 9     | Siviglia         |
| 10 | C    | Michael Laudrup    | 15 giugno 1964 (33 anni)   | 99    | Ajax             |
| 11 | A    | Brian Laudrup      | 22 febbraio 1969 (29 anni) | 77    | Rangers          |
| 12 | D    | Søren Colding      | 2 settembre 1972 (25 anni) | 4     | Brøndby          |
| 13 | D    | Jacob Laursen      | 6 ottobre 1971 (26 anni)   | 22    | Derby County     |
| 14 | C    | Morten Wieghorst   | 25 febbraio 1971 (27 anni) | 11    | Celtic           |
| 15 | C    | Stig Tøfting       | 14 agosto 1969 (28 anni)   | 4     | Duisburg         |
| 16 | P    | Mogens Krogh       | 31 ottobre 1963 (34 anni)  | 8     | Brøndby          |
| 17 | C    | Bjarne Goldbæk     | 6 ottobre 1968 (29 anni)   | 11    | Copenhagen       |
| 18 | A    | Peter Møller       | 23 marzo 1972 (26 anni)    | 11    | PSV              |
| 19 | A    | Ebbe Sand          | 19 luglio 1972 (25 anni)   | 2     | Brøndby          |
| 20 | D    | René Henriksen     | 27 agosto 1969 (28 anni)   | 2     | Akademisk        |
| 21 | C    | Martin Jørgensen   | 6 ottobre 1975 (22 anni)   | 4     | Udinese          |
| 22 | P    | Peter Kjær         | 5 novembre 1965 (32 anni)  | 0     | Silkeborg        |

### Francia
Commissario tecnico: Aimé Jacquet
| N. | Pos. | Giocatore          | Data nascita (età)          | Pres. | Squadra             |
| -- | ---- | ------------------ | --------------------------- | ----- | ------------------- |
| 1  | P    | Bernard Lama       | 7 aprile 1963 (35 anni)     | 37    | Paris-SG            |
| 2  | D    | Vincent Candela    | 24 ottobre 1973 (24 anni)   | 10    | Roma                |
| 3  | D    | Bixente Lizarazu   | 9 dicembre 1969 (28 anni)   | 32    | Bayern Monaco       |
| 4  | C    | Patrick Vieira     | 23 giugno 1976 (21 anni)    | 7     | Arsenal             |
| 5  | D    | Laurent Blanc      | 19 novembre 1965 (32 anni)  | 68    | Olympique Marsiglia |
| 6  | A    | Youri Djorkaeff    | 9 marzo 1968 (30 anni)      | 37    | Inter               |
| 7  | C    | Didier Deschamps   | 15 ottobre 1968 (29 anni)   | 69    | Juventus            |
| 8  | D    | Marcel Desailly    | 7 settembre 1968 (29 anni)  | 41    | Milan               |
| 9  | A    | Stéphane Guivarc'h | 6 settembre 1970 (27 anni)  | 6     | Auxerre             |
| 10 | C    | Zinédine Zidane    | 23 giugno 1972 (25 anni)    | 33    | Juventus            |
| 11 | C    | Robert Pirès       | 29 ottobre 1973 (24 anni)   | 13    | Metz                |
| 12 | A    | Thierry Henry      | 17 agosto 1977 (20 anni)    | 3     | Monaco              |
| 13 | C    | Bernard Diomède    | 23 gennaio 1974 (24 anni)   | 6     | Auxerre             |
| 14 | C    | Alain Boghossian   | 27 ottobre 1970 (27 anni)   | 6     | Sampdoria           |
| 15 | D    | Lilian Thuram      | 1º gennaio 1972 (26 anni)   | 32    | Parma               |
| 16 | P    | Fabien Barthez     | 28 giugno 1971 (26 anni)    | 12    | Monaco              |
| 17 | C    | Emmanuel Petit     | 22 settembre 1970 (27 anni) | 17    | Arsenal             |
| 18 | D    | Frank Lebœuf       | 22 gennaio 1968 (30 anni)   | 13    | Chelsea             |
| 19 | C    | Christian Karembeu | 3 dicembre 1970 (27 anni)   | 31    | Real Madrid         |
| 20 | A    | David Trezeguet    | 15 ottobre 1977 (20 anni)   | 4     | Monaco              |
| 21 | A    | Christophe Dugarry | 24 marzo 1972 (26 anni)     | 23    | Olympique Marsiglia |
| 22 | P    | Lionel Charbonnier | 25 ottobre 1966 (31 anni)   | 1     | Auxerre             |

### Arabia Saudita
Commissario tecnico:  Carlos Alberto Parreira (esonerato dopo le prime due partite e sostituito da Mohammed Al-Kharashy per l'ultima partita)
| N. | Pos. | Giocatore            | Data nascita (età)          | Pres. | Squadra     |
| -- | ---- | -------------------- | --------------------------- | ----- | ----------- |
| 1  | P    | Mohamed Al-Deayea    | 2 agosto 1972 (25 anni)     | 94    | Al-Ta'ee    |
| 2  | D    | Mohammed Al-Jahani   | 28 settembre 1974 (23 anni) | 64    | Al-Ahli     |
| 3  | D    | Mohammed Al-Khilaiwi | 1º settembre 1971 (26 anni) | 86    | Al-Ittihad  |
| 4  | C    | Abdullah Zubromawi   | 15 novembre 1973 (24 anni)  | 83    | Al-Ahli     |
| 5  | D    | Ahmad Jamil Madani   | 6 gennaio 1970 (28 anni)    | 94    | Al-Ittihad  |
| 6  | C    | Fuad Amin            | 13 ottobre 1972 (25 anni)   | 95    | Al-Shabab   |
| 7  | A    | Ibrahim Al-Shahrani  | 21 luglio 1974 (23 anni)    | 19    | Al-Ahli     |
| 8  | A    | Obeid Al-Dosari      | 2 ottobre 1975 (22 anni)    | 61    | Al-Wehda    |
| 9  | A    | Sami Al-Jaber        | 11 dicembre 1972 (25 anni)  | 85    | Al-Hilal    |
| 10 | A    | Saeed Al-Owairan     | 19 agosto 1967 (30 anni)    | 55    | Al-Shabab   |
| 11 | A    | Fahad Al-Mehallel    | 11 novembre 1970 (27 anni)  | 85    | Al-Shabab   |
| 12 | C    | Ibrahim Al-Harbi     | 10 luglio 1975 (22 anni)    | 47    | Al-Nasr     |
| 13 | D    | Hussein Sulaimani    | 23 gennaio 1977 (21 anni)   | 40    | Al-Ahli     |
| 14 | C    | Khalid Al-Muwallid   | 23 novembre 1971 (26 anni)  | 91    | Al-Ahli     |
| 15 | C    | Yousuf Al-Thunayan   | 18 novembre 1963 (34 anni)  | 86    | Al-Hilal    |
| 16 | C    | Khamis Al-Owairan    | 8 settembre 1973 (24 anni)  | 48    | Al-Hilal    |
| 17 | D    | Ahmad Al-Dokhi       | 25 ottobre 1976 (21 anni)   | 12    | Al-Hilal    |
| 18 | C    | Nawaf Al-Temyat      | 26 giugno 1976 (21 anni)    | 0     | Al-Hilal    |
| 19 | D    | Abdulaziz Al-Janoubi | 21 luglio 1974 (23 anni)    | 3     | Al-Nasr     |
| 20 | C    | Hamzah Saleh         | 19 aprile 1967 (31 anni)    | 38    | Al-Ahli     |
| 21 | P    | Hussein Al-Sadiq     | 15 ottobre 1973 (24 anni)   | 64    | Al-Qadisiya |
| 22 | P    | Tisir Al-Antaif      | 16 febbraio 1974 (24 anni)  | 0     | Al-Ittifaq  |

### Sudafrica
Commissario tecnico:  Philippe Troussier
| N. | Pos. | Giocatore         | Data nascita (età)          | Pres. | Squadra             |
| -- | ---- | ----------------- | --------------------------- | ----- | ------------------- |
| 1  | P    | Hans Vonk         | 30 gennaio 1970 (28 anni)   | 0     | Heerenveen          |
| 2  | D    | Themba Mnguni     | 16 dicembre 1973 (24 anni)  | 3     | Mamelodi Sundowns   |
| 3  | D    | David Nyathi      | 22 marzo 1969 (29 anni)     | 35    | San Gallo           |
| 4  | D    | Willem Jackson    | 26 marzo 1972 (26 anni)     | 12    | Orlando Pirates     |
| 5  | D    | Mark Fish         | 14 marzo 1974 (24 anni)     | 37    | Bolton Wanderers    |
| 6  | A    | Phil Masinga      | 28 giugno 1969 (28 anni)    | 41    | Bari                |
| 7  | C    | Quinton Fortune   | 21 maggio 1977 (21 anni)    | 6     | Atlético Madrid     |
| 8  | C    | Alfred Phiri      | 22 giugno 1974 (23 anni)    | 2     | Vanspor             |
| 9  | A    | Shaun Bartlett    | 31 ottobre 1972 (25 anni)   | 29    | Cape Town Spurs     |
| 10 | C    | John Moshoeu      | 18 dicembre 1965 (32 anni)  | 44    | Fenerbahçe          |
| 11 | C    | Helman Mkhalele   | 20 ottobre 1969 (28 anni)   | 35    | Kayserispor         |
| 12 | A    | Brendan Augustine | 26 ottobre 1971 (26 anni)   | 26    | LASK Linz           |
| 13 | A    | Delron Buckley    | 7 dicembre 1977 (20 anni)   | 0     | Bochum              |
| 14 | A    | Jerry Sikhosana   | 8 giugno 1969 (29 anni)     | 9     | Orlando Pirates     |
| 15 | C    | Doctor Khumalo    | 26 giugno 1967 (30 anni)    | 43    | Kaizer Chiefs       |
| 16 | P    | Brian Baloyi      | 16 marzo 1974 (24 anni)     | 8     | Kaizer Chiefs       |
| 17 | A    | Benni McCarthy    | 12 novembre 1977 (20 anni)  | 10    | Ajax                |
| 18 | C    | Lebohang Morula   | 22 dicembre 1968 (29 anni)  | 0     | Vanspor             |
| 19 | D    | Lucas Radebe      | 12 aprile 1969 (29 anni)    | 41    | Leeds Utd           |
| 20 | C    | William Mokoena   | 31 marzo 1975 (23 anni)     | 0     | Manning Rangers     |
| 21 | D    | Pierre Issa       | 12 settembre 1975 (22 anni) | 1     | Olympique Marsiglia |
| 22 | P    | Paul Evans*       | 28 dicembre 1973 (24 anni)  | 0     | Supersport United   |
| 23 | P    | Simon Gopane*     | 26 dicembre 1970 (27 anni)  | 1     | Bloemfontein Celtic |

* Andre Arendse (convocato con il n. 22) si infortunò prima dell'inizio del torneo. Il suo sostituto, Paul Evans, si infortunò a sua volta, perciò venne rimpiazzato da Simon Gopane, che sedette in panchina negli ultimi 2 incontri.

## Gruppo D

### Bulgaria
Commissario tecnico: Hristo Bonev
| N. | Pos. | Giocatore         | Data nascita (età)          | Pres. | Squadra           |
| -- | ---- | ----------------- | --------------------------- | ----- | ----------------- |
| 1  | P    | Zdravko Zdravkov  | 4 ottobre 1970 (27 anni)    | 16    | Istanbulspor      |
| 2  | D    | Radostin Kišišev  | 30 luglio 1974 (23 anni)    | 22    | Liteks Loveč      |
| 3  | D    | Trifon Ivanov     | 27 luglio 1965 (32 anni)    | 72    | CSKA Sofia        |
| 4  | D    | Ivajlo Petkov     | 24 marzo 1976 (22 anni)     | 10    | Liteks Loveč      |
| 5  | C    | Ivajlo Jordanov   | 22 aprile 1968 (30 anni)    | 38    | Sporting Lisbona  |
| 6  | C    | Zlatko Jankov     | 7 giugno 1966 (32 anni)     | 67    | Beşiktaş          |
| 7  | A    | Emil Kostadinov   | 12 agosto 1967 (30 anni)    | 67    | CSKA Sofia        |
| 8  | A    | Hristo Stoičkov   | 8 febbraio 1966 (32 anni)   | 70    | CSKA Sofia        |
| 9  | A    | Ljuboslav Penev   | 31 agosto 1966 (31 anni)    | 58    | Compostela        |
| 10 | C    | Krasimir Balăkov  | 29 marzo 1966 (32 anni)     | 66    | Stoccarda         |
| 11 | C    | Ilian Iliev       | 2 luglio 1968 (29 anni)     | 15    | Bursaspor         |
| 12 | P    | Borislav Mihajlov | 12 febbraio 1963 (35 anni)  | 96    | Slavia Sofia      |
| 13 | D    | Gošo Ginčev       | 2 dicembre 1969 (28 anni)   | 15    | Antalyaspor       |
| 14 | C    | Marijan Hristov   | 29 luglio 1973 (24 anni)    | 9     | Kaiserslautern    |
| 15 | D    | Adalbert Zafirov  | 29 settembre 1969 (28 anni) | 6     | Arminia Bielefeld |
| 16 | C    | Anatoli Nankov    | 15 luglio 1969 (28 anni)    | 15    | Lokomotiv Sofia   |
| 17 | C    | Stojčo Stoilov    | 15 ottobre 1971 (26 anni)   | 1     | Liteks Loveč      |
| 18 | C    | Daniel Borimirov  | 15 gennaio 1970 (28 anni)   | 36    | Monaco 1860       |
| 19 | A    | Georgi Bačev      | 18 aprile 1977 (21 anni)    | 4     | Slavia Sofia      |
| 20 | A    | Georgi Ivanov     | 2 luglio 1976 (21 anni)     | 4     | Levski Sofia      |
| 21 | D    | Rosen Kirilov     | 4 gennaio 1973 (25 anni)    | 3     | Liteks Loveč      |
| 22 | C    | Milen Petkov      | 12 gennaio 1974 (24 anni)   | 5     | CSKA Sofia        |

### Nigeria
Commissario tecnico:  Bora Milutinović
| N. | Pos. | Giocatore          | Data nascita (età)          | Pres. | Squadra             |
| -- | ---- | ------------------ | --------------------------- | ----- | ------------------- |
| 1  | P    | Peter Rufai        | 24 agosto 1963 (34 anni)    | 45    | Deportivo La Coruña |
| 2  | D    | Mobi Oparaku       | 1º dicembre 1976 (21 anni)  | 3     | Kapellen            |
| 3  | D    | Celestine Babayaro | 29 agosto 1978 (19 anni)    | 6     | Chelsea             |
| 4  | A    | Nwankwo Kanu       | 1º agosto 1976 (21 anni)    | 7     | Inter               |
| 5  | D    | Uche Okechukwu     | 27 settembre 1967 (30 anni) | 41    | Fenerbahçe          |
| 6  | D    | Taribo West        | 26 marzo 1974 (24 anni)     | 8     | Inter               |
| 7  | C    | Finidi George      | 15 aprile 1971 (27 anni)    | 36    | Betis Siviglia      |
| 8  | C    | Mutiu Adepoju      | 22 dicembre 1970 (27 anni)  | 35    | Real Sociedad       |
| 9  | A    | Rashidi Yekini     | 23 ottobre 1963 (34 anni)   | 63    | Zurigo              |
| 10 | C    | Jay-Jay Okocha     | 14 agosto 1973 (24 anni)    | 26    | Fenerbahçe          |
| 11 | C    | Garba Lawal        | 22 maggio 1974 (24 anni)    | 3     | Roda JC             |
| 12 | P    | William Okpara     | 7 maggio 1968 (30 anni)     | 5     | Orlando Pirates     |
| 13 | C    | Tijjani Babangida  | 25 settembre 1973 (24 anni) | 4     | Ajax                |
| 14 | A    | Daniel Amokachi    | 30 dicembre 1972 (25 anni)  | 43    | Beşiktaş            |
| 15 | C    | Sunday Oliseh      | 14 settembre 1974 (23 anni) | 22    | Ajax                |
| 16 | D    | Uche Okafor        | 8 agosto 1967 (30 anni)     | 33    | Kansas City Wizards |
| 17 | D    | Augustine Eguavoen | 19 agosto 1965 (32 anni)    | 52    | Torpedo Mosca       |
| 18 | C    | Wilson Oruma       | 30 dicembre 1976 (21 anni)  | 4     | Lens                |
| 19 | D    | Benedict Iroha     | 29 novembre 1969 (28 anni)  | 33    | Elche               |
| 20 | A    | Victor Ikpeba      | 12 giugno 1973 (24 anni)    | 15    | Monaco              |
| 21 | D    | Godwin Okpara      | 20 settembre 1972 (25 anni) | 6     | Strasburgo          |
| 22 | P    | Abiodun Baruwa     | 16 novembre 1974 (23 anni)  | 3     | Sion                |

### Paraguay
Commissario tecnico:  Paulo César Carpegiani
| N. | Pos. | Giocatore            | Data nascita (età)          | Pres. | Squadra            |
| -- | ---- | -------------------- | --------------------------- | ----- | ------------------ |
| 1  | P    | José Luis Chilavert  | 27 luglio 1965 (32 anni)    | 40    | Vélez Sársfield    |
| 2  | D    | Francisco Arce       | 2 aprile 1971 (27 anni)     | 28    | Palmeiras          |
| 3  | D    | Catalino Rivarola    | 30 aprile 1965 (33 anni)    | 49    | Grêmio             |
| 4  | D    | Carlos Gamarra       | 17 febbraio 1971 (27 anni)  | 48    | Corinthians        |
| 5  | D    | Celso Ayala          | 20 agosto 1970 (27 anni)    | 42    | River Plate        |
| 6  | D    | Edgar Aguilera       | 28 luglio 1975 (22 anni)    | 1     | Cerro Porteño      |
| 7  | C    | Julio César Yegros   | 31 gennaio 1971 (27 anni)   | 6     | Cruz Azul          |
| 8  | A    | Arístides Rojas      | 12 agosto 1968 (29 anni)    | 5     | Unión de Santa Fe  |
| 9  | A    | José Cardozo         | 19 marzo 1971 (27 anni)     | 12    | Toluca             |
| 10 | C    | Roberto Acuña        | 25 marzo 1972 (26 anni)     | 40    | Real Saragozza     |
| 11 | D    | Pedro Sarabia        | 5 luglio 1975 (22 anni)     | 20    | River Plate        |
| 12 | P    | Danilo Aceval        | 15 settembre 1975 (22 anni) | 3     | Unión de Santa Fe  |
| 13 | C    | Carlos Paredes       | 16 luglio 1976 (21 anni)    | 3     | Olimpia            |
| 14 | D    | Ricardo Rojas        | 26 gennaio 1971 (27 anni)   | 6     | Estudiantes        |
| 15 | A    | Miguel Ángel Benítez | 19 maggio 1970 (28 anni)    | 32    | Espanyol           |
| 16 | C    | Julio César Enciso   | 5 agosto 1974 (23 anni)     | 4     | Internacional      |
| 17 | A    | Hugo Brizuela        | 8 febbraio 1970 (28 anni)   | 11    | Argentinos Juniors |
| 18 | A    | César Ramírez        | 21 marzo 1977 (21 anni)     | 3     | Sporting Lisbona   |
| 19 | C    | Carlos Morales       | 4 novembre 1968 (29 anni)   | 0     | Gimnasia (J)       |
| 20 | D    | Denis Caniza         | 28 agosto 1974 (23 anni)    | 8     | Olimpia            |
| 21 | C    | Jorge Luis Campos    | 11 agosto 1970 (27 anni)    | 10    | Beijing Guoan      |
| 22 | P    | Rubén Ruiz Díaz      | 11 novembre 1969 (28 anni)  | 12    | Monterrey          |

### Spagna
Commissario tecnico: Javier Clemente
| N. | Pos. | Giocatore             | Data nascita (età)          | Pres. | Squadra         |
| -- | ---- | --------------------- | --------------------------- | ----- | --------------- |
| 1  | P    | Andoni Zubizarreta    | 23 ottobre 1961 (36 anni)   | 123   | Valencia        |
| 2  | D    | Albert Ferrer         | 6 giugno 1970 (28 anni)     | 34    | Barcellona      |
| 3  | D    | Agustín Aranzábal     | 15 marzo 1973 (25 anni)     | 6     | Real Sociedad   |
| 4  | D    | Rafael Alkorta        | 16 settembre 1968 (29 anni) | 48    | Athletic Bilbao |
| 5  | D    | Abelardo              | 19 marzo 1970 (28 anni)     | 40    | Barcellona      |
| 6  | D    | Fernando Hierro       | 23 marzo 1968 (30 anni)     | 55    | Real Madrid     |
| 7  | A    | Fernando Morientes    | 5 aprile 1976 (22 anni)     | 2     | Real Madrid     |
| 8  | C    | Julen Guerrero        | 7 gennaio 1974 (24 anni)    | 31    | Athletic Bilbao |
| 9  | A    | Juan Antonio Pizzi    | 7 giugno 1968 (30 anni)     | 21    | Barcellona      |
| 10 | A    | Raúl                  | 27 giugno 1977 (20 anni)    | 13    | Real Madrid     |
| 11 | A    | Alfonso               | 26 settembre 1972 (25 anni) | 26    | Betis Siviglia  |
| 12 | D    | Sergi                 | 28 dicembre 1971 (26 anni)  | 33    | Barcellona      |
| 13 | P    | Santiago Cañizares    | 18 dicembre 1969 (28 anni)  | 10    | Real Madrid     |
| 14 | D    | Iván Campo            | 21 febbraio 1974 (24 anni)  | 2     | Maiorca         |
| 15 | D    | Carlos Aguilera       | 22 maggio 1969 (29 anni)    | 4     | Atlético Madrid |
| 16 | C    | Albert Celades        | 29 settembre 1975 (22 anni) | 1     | Barcellona      |
| 17 | C    | Joseba Etxeberria     | 5 settembre 1977 (20 anni)  | 4     | Athletic Bilbao |
| 18 | C    | Guillermo Amor        | 4 dicembre 1967 (30 anni)   | 33    | Barcellona      |
| 19 | A    | Kiko                  | 26 aprile 1972 (26 anni)    | 21    | Atlético Madrid |
| 20 | D    | Miguel Ángel Nadal    | 28 luglio 1966 (31 anni)    | 43    | Barcellona      |
| 21 | C    | Luis Enrique          | 8 maggio 1970 (28 anni)     | 35    | Barcellona      |
| 22 | P    | José Francisco Molina | 8 agosto 1970 (27 anni)     | 1     | Atlético Madrid |

## Gruppo E

### Belgio
Commissario tecnico: Georges Leekens
| N. | Pos. | Giocatore            | Data nascita (età)          | Pres. | Squadra         |
| -- | ---- | -------------------- | --------------------------- | ----- | --------------- |
| 1  | P    | Filip De Wilde       | 5 luglio 1964 (33 anni)     | 25    | Anderlecht      |
| 2  | D    | Bertrand Crasson     | 5 ottobre 1971 (26 anni)    | 19    | Napoli          |
| 3  | D    | Lorenzo Staelens     | 30 aprile 1964 (34 anni)    | 52    | Club Bruges     |
| 4  | D    | Gordan Vidović       | 23 giugno 1968 (29 anni)    | 11    | R.E. Mouscron   |
| 5  | D    | Vital Borkelmans     | 1º giugno 1963 (35 anni)    | 22    | Club Bruges     |
| 6  | C    | Franky Van Der Elst  | 30 aprile 1961 (37 anni)    | 86    | Club Bruges     |
| 7  | C    | Marc Wilmots         | 22 febbraio 1969 (29 anni)  | 37    | Schalke 04      |
| 8  | A    | Luís Oliveira        | 24 marzo 1969 (29 anni)     | 29    | Fiorentina      |
| 9  | A    | Mbo Mpenza           | 4 dicembre 1976 (21 anni)   | 8     | Standard Liegi  |
| 10 | A    | Luc Nilis            | 25 maggio 1967 (31 anni)    | 51    | PSV             |
| 11 | C    | Nico Van Kerckhoven  | 14 dicembre 1970 (27 anni)  | 17    | Lierse          |
| 12 | P    | Philippe Vande Walle | 22 dicembre 1961 (36 anni)  | 4     | Eendracht Aalst |
| 13 | P    | Dany Verlinden       | 15 agosto 1963 (34 anni)    | 1     | Club Bruges     |
| 14 | C    | Enzo Scifo           | 19 febbraio 1966 (32 anni)  | 84    | Anderlecht      |
| 15 | C    | Philippe Clement     | 22 marzo 1974 (24 anni)     | 8     | Genk            |
| 16 | D    | Glen De Boeck        | 22 agosto 1971 (26 anni)    | 12    | Anderlecht      |
| 17 | D    | Mike Verstraeten     | 12 agosto 1967 (30 anni)    | 6     | Germinal Ekeren |
| 18 | A    | Gert Verheyen        | 20 settembre 1970 (27 anni) | 17    | Club Bruges     |
| 19 | D    | Eric Van Meir        | 28 febbraio 1968 (30 anni)  | 14    | Lierse          |
| 20 | A    | Émile Mpenza         | 4 luglio 1978 (19 anni)     | 13    | Standard Liegi  |
| 21 | C    | Danny Boffin         | 10 luglio 1965 (32 anni)    | 40    | Metz            |
| 22 | D    | Éric Deflandre       | 2 agosto 1973 (24 anni)     | 12    | Club Bruges     |

### Messico
Commissario tecnico: Manuel Lapuente
| N. | Pos. | Giocatore           | Data nascita (età)          | Pres. | Squadra               |
| -- | ---- | ------------------- | --------------------------- | ----- | --------------------- |
| 1  | P    | Jorge Campos        | 15 ottobre 1966 (31 anni)   | 106   | Chicago Fire          |
| 2  | D    | Claudio Suárez      | 17 dicembre 1968 (29 anni)  | 121   | Chivas de Guadalajara |
| 3  | D    | Joel Sánchez        | 17 agosto 1974 (23 anni)    | 20    | Chivas de Guadalajara |
| 4  | C    | Germán Villa        | 2 aprile 1973 (25 anni)     | 36    | América               |
| 5  | D    | Duilio Davino       | 21 marzo 1976 (22 anni)     | 48    | América               |
| 6  | C    | Marcelino Bernal    | 27 maggio 1962 (36 anni)    | 72    | Monterrey             |
| 7  | C    | Ramón Ramírez       | 5 dicembre 1969 (28 anni)   | 92    | Chivas de Guadalajara |
| 8  | C    | Alberto García Aspe | 11 maggio 1967 (31 anni)    | 82    | América               |
| 9  | A    | Ricardo Peláez      | 14 marzo 1963 (35 anni)     | 41    | América               |
| 10 | A    | Luis García         | 1º giugno 1969 (29 anni)    | 89    | Atlante               |
| 11 | A    | Cuauhtémoc Blanco   | 17 gennaio 1973 (25 anni)   | 42    | Necaxa                |
| 12 | P    | Oswaldo Sánchez     | 21 settembre 1973 (24 anni) | 9     | América               |
| 13 | C    | Pável Pardo         | 26 luglio 1976 (21 anni)    | 43    | Atlas                 |
| 14 | C    | Raúl Lara           | 28 febbraio 1973 (25 anni)  | 24    | América               |
| 15 | A    | Luis Hernández      | 22 dicembre 1968 (29 anni)  | 46    | Necaxa                |
| 16 | D    | Isaac Terrazas      | 17 aprile 1975 (23 anni)    | 7     | América               |
| 17 | A    | Francisco Palencia  | 28 aprile 1973 (25 anni)    | 27    | Cruz Azul             |
| 18 | D    | Salvador Carmona    | 22 agosto 1975 (22 anni)    | 16    | Toluca                |
| 19 | C    | Braulio Luna        | 8 settembre 1974 (23 anni)  | 15    | UNAM Pumas            |
| 20 | C    | Jaime Ordiales      | 23 dicembre 1963 (34 anni)  | 21    | Toluca                |
| 21 | C    | Jesús Arellano      | 8 maggio 1973 (25 anni)     | 7     | Chivas de Guadalajara |
| 22 | P    | Óscar Pérez         | 1º febbraio 1973 (25 anni)  | 8     | Cruz Azul             |

### Paesi Bassi
Commissario tecnico: Guus Hiddink
| N. | Pos. | Giocatore                | Data nascita (età)         | Pres. | Squadra           |
| -- | ---- | ------------------------ | -------------------------- | ----- | ----------------- |
| 1  | P    | Edwin van der Sar        | 29 ottobre 1970 (27 anni)  | 25    | Ajax              |
| 2  | D    | Michael Reiziger         | 3 maggio 1973 (25 anni)    | 26    | Barcellona        |
| 3  | D    | Jaap Stam                | 17 luglio 1972 (25 anni)   | 14    | PSV               |
| 4  | D    | Frank de Boer            | 15 maggio 1970 (28 anni)   | 55    | Ajax              |
| 5  | D    | Arthur Numan             | 14 dicembre 1969 (28 anni) | 29    | PSV               |
| 6  | C    | Wim Jonk                 | 12 dicembre 1966 (31 anni) | 42    | PSV               |
| 7  | C    | Ronald de Boer           | 15 maggio 1970 (28 anni)   | 41    | Ajax              |
| 8  | A    | Dennis Bergkamp          | 10 maggio 1969 (29 anni)   | 57    | Arsenal           |
| 9  | A    | Patrick Kluivert         | 1º luglio 1976 (21 anni)   | 19    | Milan             |
| 10 | C    | Clarence Seedorf         | 1º aprile 1976 (22 anni)   | 31    | Real Madrid       |
| 11 | C    | Phillip Cocu             | 29 ottobre 1970 (27 anni)  | 20    | PSV               |
| 12 | C    | Boudewijn Zenden         | 15 agosto 1976 (21 anni)   | 6     | PSV               |
| 13 | D    | André Ooijer             | 11 luglio 1974 (23 anni)   | 0     | PSV               |
| 14 | C    | Marc Overmars            | 29 marzo 1973 (25 anni)    | 40    | Arsenal           |
| 15 | D    | Winston Bogarde          | 22 ottobre 1970 (27 anni)  | 14    | Barcellona        |
| 16 | C    | Edgar Davids             | 13 marzo 1973 (25 anni)    | 12    | Juventus          |
| 17 | A    | Pierre van Hooijdonk     | 29 novembre 1969 (28 anni) | 12    | Nottingham Forest |
| 18 | P    | Ed de Goeij              | 20 dicembre 1966 (31 anni) | 31    | Chelsea           |
| 19 | C    | Giovanni van Bronckhorst | 5 febbraio 1975 (23 anni)  | 8     | Feyenoord         |
| 20 | C    | Aron Winter              | 1º marzo 1967 (31 anni)    | 72    | Inter             |
| 21 | A    | Jimmy Floyd Hasselbaink  | 27 marzo 1972 (26 anni)    | 3     | Leeds Utd         |
| 22 | P    | Ruud Hesp                | 31 ottobre 1965 (32 anni)  | 0     | Barcellona        |

### Corea del Sud
Commissario tecnico:  Cha Bum-Kun (esonerato dopo le prime due partite e sostituito da Kim Pyung-Seok per l'ultima partita)
| N. | Pos. | Giocatore       | Data nascita (età)          | Pres. | Squadra                 |
| -- | ---- | --------------- | --------------------------- | ----- | ----------------------- |
| 1  | P    | Kim Byung-Ji    | 8 aprile 1970 (28 anni)     | 34    | Ulsan Hyundai Horangi   |
| 2  | C    | Choi Sung-Yong  | 25 dicembre 1975 (22 anni)  | 27    | Sangmu                  |
| 3  | D    | Lee Lim-Saeng   | 18 novembre 1971 (26 anni)  | 17    | Bucheon SK              |
| 4  | D    | Choi Yong-Il    | 25 aprile 1966 (32 anni)    | 54    | Pusan Daewoo Royals     |
| 5  | D    | Lee Min-Sung    | 23 giugno 1973 (24 anni)    | 29    | Pusan Daewoo Royals     |
| 6  | D    | Yoo Sang-Chul   | 18 ottobre 1971 (26 anni)   | 57    | Ulsan Hyundai Horangi   |
| 7  | C    | Kim Do-Keun     | 2 marzo 1972 (26 anni)      | 13    | Chunnam Dragons         |
| 8  | C    | Noh Jung-Yoon   | 28 marzo 1971 (27 anni)     | 36    | NAC Breda               |
| 9  | A    | Kim Do-hoon     | 21 luglio 1970 (27 anni)    | 37    | Vissel Kobe             |
| 10 | A    | Choi Yong-soo   | 10 settembre 1973 (24 anni) | 33    | Sangmu                  |
| 11 | A    | Seo Jung-Won    | 17 dicembre 1970 (27 anni)  | 73    | Strasburgo              |
| 12 | D    | Lee Sang-Hun    | 11 ottobre 1975 (22 anni)   | 13    | Anyang LG Cheetahs      |
| 13 | D    | Kim Tae-Young   | 8 novembre 1970 (27 anni)   | 35    | Chunnam Dragons         |
| 14 | C    | Ko Jong-Soo     | 30 ottobre 1978 (19 anni)   | 22    | Suwon Samsung Bluewings |
| 15 | C    | Lee Sang-Yoon   | 10 aprile 1969 (29 anni)    | 28    | Cheonan Ilhwa Chunma    |
| 16 | D    | Jang Hyung-Seok | 7 luglio 1972 (25 anni)     | 7     | Ulsan Hyundai Horangi   |
| 17 | C    | Ha Seok-Ju      | 20 febbraio 1968 (30 anni)  | 80    | Cerezo Osaka            |
| 18 | A    | Hwang Sun-hong  | 14 luglio 1968 (29 anni)    | 80    | Pohang Steelers         |
| 19 | D    | Jang Dae-Il     | 9 marzo 1975 (23 anni)      | 14    | Cheonan Ilhwa Chunma    |
| 20 | D    | Hong Myung-Bo   | 12 febbraio 1969 (29 anni)  | 94    | Bellmare Hiratsuka      |
| 21 | A    | Lee Dong-gook   | 29 aprile 1979 (19 anni)    | 0     | Pohang Steelers         |
| 22 | P    | Seo Dong-Myung  | 4 maggio 1974 (24 anni)     | 21    | Sangmu                  |

## Gruppo F

### Germania
Commissario tecnico: Berti Vogts
| N. | Pos. | Giocatore        | Data nascita (età)         | Pres. | Squadra             |
| -- | ---- | ---------------- | -------------------------- | ----- | ------------------- |
| 1  | P    | Andreas Köpke    | 12 marzo 1962 (36 anni)    | 54    | Olympique Marsiglia |
| 2  | D    | Christian Wörns  | 10 maggio 1972 (26 anni)   | 17    | Bayer Leverkusen    |
| 3  | D    | Jörg Heinrich    | 6 dicembre 1969 (28 anni)  | 15    | Borussia Dortmund   |
| 4  | D    | Jürgen Kohler    | 6 ottobre 1965 (32 anni)   | 101   | Borussia Dortmund   |
| 5  | D    | Thomas Helmer    | 21 aprile 1965 (33 anni)   | 66    | Bayern Monaco       |
| 6  | D    | Olaf Thon        | 1º maggio 1966 (32 anni)   | 48    | Schalke 04          |
| 7  | C    | Andreas Möller   | 2 settembre 1967 (30 anni) | 79    | Borussia Dortmund   |
| 8  | D    | Lothar Matthäus  | 21 marzo 1961 (37 anni)    | 125   | Bayern Monaco       |
| 9  | A    | Ulf Kirsten      | 4 dicembre 1965 (32 anni)  | 32*   | Bayer Leverkusen    |
| 10 | C    | Thomas Häßler    | 30 maggio 1966 (32 anni)   | 93    | Karlsruhe           |
| 11 | A    | Olaf Marschall   | 19 marzo 1966 (32 anni)    | 7*    | Kaiserslautern      |
| 12 | P    | Oliver Kahn      | 15 giugno 1969 (28 anni)   | 10    | Bayern Monaco       |
| 13 | C    | Jens Jeremies    | 5 marzo 1974 (24 anni)     | 5     | Monaco 1860         |
| 14 | D    | Markus Babbel    | 8 settembre 1972 (25 anni) | 30    | Bayern Monaco       |
| 15 | C    | Steffen Freund   | 19 gennaio 1970 (28 anni)  | 21    | Borussia Dortmund   |
| 16 | C    | Dietmar Hamann   | 27 agosto 1973 (24 anni)   | 7     | Bayern Monaco       |
| 17 | D    | Christian Ziege  | 1º febbraio 1972 (26 anni) | 37    | Milan               |
| 18 | A    | Jürgen Klinsmann | 30 luglio 1964 (33 anni)   | 103   | Tottenham           |
| 19 | D    | Stefan Reuter    | 16 ottobre 1966 (31 anni)  | 68    | Borussia Dortmund   |
| 20 | A    | Oliver Bierhoff  | 1º maggio 1968 (30 anni)   | 26    | Udinese             |
| 21 | D    | Michael Tarnat   | 27 ottobre 1969 (28 anni)  | 12    | Bayern Monaco       |
| 22 | P    | Jens Lehmann     | 10 novembre 1969 (28 anni) | 2     | Schalke 04          |

* Kirsten e Marschall contano presenze anche con la Nazionale di calcio della Germania Est (rispettivamente 49 e 4 presenze).

### Iran
Commissario tecnico: Jalal Talebi
| N. | Pos. | Giocatore             | Data nascita (età)          | Pres. | Squadra           |
| -- | ---- | --------------------- | --------------------------- | ----- | ----------------- |
| 1  | P    | Ahmad Reza Abedzadeh  | 25 maggio 1966 (32 anni)    | 66    | Persepolis        |
| 2  | C    | Mehdi Mahdavikia      | 24 luglio 1977 (20 anni)    | 24    | Persepolis        |
| 3  | D    | Naeem Saadavi         | 16 giugno 1969 (28 anni)    | 8     | Persepolis        |
| 4  | D    | Mohammad Khakpour     | 20 febbraio 1969 (29 anni)  | 37    | Persepolis        |
| 5  | D    | Afshin Peyrovani      | 20 febbraio 1970 (28 anni)  | 37    | Persepolis        |
| 6  | C    | Karim Bagheri         | 20 febbraio 1974 (24 anni)  | 44    | Arminia Bielefeld |
| 7  | C    | Alireza Mansourian    | 12 dicembre 1971 (26 anni)  | 33    | Esteghlal         |
| 8  | C    | Sirous Dinmohammadi   | 2 luglio 1970 (27 anni)     | 16    | Shahrdari Tabriz  |
| 9  | C    | Hamid Estili          | 1º aprile 1967 (31 anni)    | 44    | Bahman            |
| 10 | A    | Ali Daei              | 21 marzo 1969 (29 anni)     | 50    | Arminia Bielefeld |
| 11 | A    | Khodadad Azizi        | 22 giugno 1971 (26 anni)    | 27    | Colonia           |
| 12 | P    | Nima Nakisa           | 1º maggio 1975 (23 anni)    | 1     | Persepolis        |
| 13 | A    | Ali Latifi            | 20 febbraio 1976 (22 anni)  | 0     | Bahman            |
| 14 | D    | Nader Mohammadkhani   | 23 agosto 1963 (34 anni)    | 16    | Polyacryl         |
| 15 | D    | Ali Akbar Ostad-Asadi | 17 settembre 1965 (32 anni) | 29    | Zob Ahan          |
| 16 | D    | Reza Shahroudi        | 21 febbraio 1972 (26 anni)  | 34    | Persepolis        |
| 17 | D    | Javad Zarincheh       | 23 luglio 1966 (31 anni)    | 55    | Esteghlal         |
| 18 | C    | Sattar Hamedani       | 6 giugno 1974 (24 anni)     | 3     | Bahman            |
| 19 | A    | Behnam Seraj          | 19 giugno 1971 (26 anni)    | 0     | Persepolis        |
| 20 | D    | Mehdi Pashazadeh      | 27 dicembre 1973 (24 anni)  | 4     | Esteghlal         |
| 21 | C    | Mehrdad Minavand      | 30 novembre 1975 (22 anni)  | 23    | Persepolis        |
| 22 | P    | Parviz Broumand       | 11 settembre 1972 (25 anni) | 0     | Esteghlal         |

### Stati Uniti
Commissario tecnico: Steve Sampson
| N. | Pos. | Giocatore             | Data nascita (età)          | Pres. | Squadra                |
| -- | ---- | --------------------- | --------------------------- | ----- | ---------------------- |
| 1  | P    | Brad Friedel          | 18 maggio 1971 (27 anni)    | 56    | Liverpool              |
| 2  | D    | Frankie Hejduk        | 5 agosto 1974 (23 anni)     | 11    | Tampa Bay Mutiny       |
| 3  | D    | Eddie Pope            | 24 dicembre 1973 (24 anni)  | 23    | D.C. United            |
| 4  | D    | Mike Burns            | 14 settembre 1970 (27 anni) | 73    | New England Revolution |
| 5  | D    | Thomas Dooley         | 12 maggio 1961 (37 anni)    | 77    | Columbus Crew          |
| 6  | D    | David Regis           | 2 dicembre 1968 (29 anni)   | 2     | Karlsruhe              |
| 7  | A    | Roy Wegerle           | 19 marzo 1964 (34 anni)     | 39    | Tampa Bay Mutiny       |
| 8  | C    | Earnie Stewart        | 28 marzo 1969 (29 anni)     | 47    | NAC Breda              |
| 9  | A    | Joe-Max Moore         | 23 febbraio 1971 (27 anni)  | 68    | New England Revolution |
| 10 | C    | Tab Ramos             | 21 settembre 1966 (31 anni) | 80    | MetroStars             |
| 11 | A    | Eric Wynalda          | 9 giugno 1969 (29 anni)     | 100   | San Jose Clash         |
| 12 | D    | Jeff Agoos            | 2 maggio 1968 (30 anni)     | 87    | D.C. United            |
| 13 | C    | Cobi Jones            | 16 giugno 1970 (27 anni)    | 107   | Los Angeles Galaxy     |
| 14 | C    | Predrag Radosavljević | 24 giugno 1963 (34 anni)    | 24    | Kansas City Wizards    |
| 15 | C    | Chad Deering          | 2 settembre 1970 (27 anni)  | 10    | Wolfsburg              |
| 16 | P    | Juergen Sommer        | 27 febbraio 1969 (29 anni)  | 8     | Columbus Crew          |
| 17 | D    | Marcelo Balboa        | 8 agosto 1967 (30 anni)     | 126   | Colorado Rapids        |
| 18 | P    | Kasey Keller          | 29 novembre 1969 (28 anni)  | 33    | Leicester City         |
| 19 | C    | Brian Maisonneuve     | 28 giugno 1973 (24 anni)    | 7     | Columbus Crew          |
| 20 | A    | Brian McBride         | 19 giugno 1972 (25 anni)    | 21    | Columbus Crew          |
| 21 | C    | Claudio Reyna         | 20 luglio 1973 (24 anni)    | 59    | Wolfsburg              |
| 22 | D    | Alexi Lalas           | 1º giugno 1970 (28 anni)    | 98    | MetroStars             |

### Jugoslavia
Commissario tecnico: Slobodan Santrač
| N. | Pos. | Giocatore            | Data nascita (età)          | Pres. | Squadra              |
| -- | ---- | -------------------- | --------------------------- | ----- | -------------------- |
| 1  | P    | Ivica Kralj          | 26 marzo 1973 (25 anni)     | 15    | Partizan             |
| 2  | D    | Zoran Mirković       | 21 settembre 1971 (26 anni) | 28    | Atalanta             |
| 3  | D    | Goran Đorović        | 11 novembre 1971 (26 anni)  | 26    | Celta Vigo           |
| 4  | C    | Slaviša Jokanović    | 16 agosto 1968 (29 anni)    | 33    | Tenerife             |
| 5  | D    | Miroslav Đukić       | 19 febbraio 1966 (32 anni)  | 23    | Valencia             |
| 6  | D    | Branko Brnović       | 8 agosto 1967 (30 anni)     | 22    | Espanyol             |
| 7  | C    | Vladimir Jugović     | 30 agosto 1969 (28 anni)    | 24    | Lazio                |
| 8  | A    | Dejan Savićević      | 15 settembre 1966 (31 anni) | 49    | Milan                |
| 9  | A    | Predrag Mijatović    | 19 gennaio 1969 (29 anni)   | 28    | Real Madrid          |
| 10 | C    | Dragan Stojković     | 3 marzo 1965 (33 anni)      | 64    | Nagoya Grampus Eight |
| 11 | D    | Siniša Mihajlović    | 20 febbraio 1969 (29 anni)  | 30    | Sampdoria            |
| 12 | P    | Dragoje Leković      | 21 novembre 1967 (30 anni)  | 13    | Sporting Gijón       |
| 13 | D    | Slobodan Komljenović | 2 gennaio 1971 (27 anni)    | 8     | Duisburg             |
| 14 | D    | Niša Saveljić        | 23 febbraio 1970 (28 anni)  | 20    | Bordeaux             |
| 15 | C    | Ljubinko Drulović    | 11 settembre 1968 (29 anni) | 16    | Porto                |
| 16 | C    | Željko Petrović      | 13 novembre 1965 (32 anni)  | 12    | Urawa Red Diamonds   |
| 17 | A    | Savo Milošević       | 2 settembre 1973 (24 anni)  | 28    | Aston Villa          |
| 18 | C    | Dejan Govedarica     | 14 febbraio 1972 (26 anni)  | 20    | Lecce                |
| 19 | C    | Miroslav Stević      | 7 gennaio 1970 (28 anni)    | 5     | Monaco 1860          |
| 20 | C    | Dejan Stanković      | 11 settembre 1978 (19 anni) | 3     | Stella Rossa         |
| 21 | A    | Perica Ognjenović    | 24 febbraio 1977 (21 anni)  | 5     | Stella Rossa         |
| 22 | A    | Darko Kovačević      | 18 novembre 1973 (24 anni)  | 19    | Real Sociedad        |

## Gruppo G

### Colombia
Commissario tecnico: Hernán Darío Gómez
| N. | Pos. | Giocatore           | Data nascita (età)          | Pres. | Squadra                |
| -- | ---- | ------------------- | --------------------------- | ----- | ---------------------- |
| 1  | P    | Óscar Córdoba       | 3 febbraio 1970 (28 anni)   | 38    | Boca Juniors           |
| 2  | D    | Iván Córdoba        | 11 agosto 1976 (21 anni)    | 13    | San Lorenzo            |
| 3  | D    | Ever Palacios       | 18 gennaio 1969 (29 anni)   | 1     | Deportivo Cali         |
| 4  | D    | José Santa          | 12 novembre 1970 (27 anni)  | 26    | Atlético Nacional      |
| 5  | D    | Jorge Bermúdez      | 18 giugno 1971 (26 anni)    | 15    | Boca Juniors           |
| 6  | C    | Mauricio Serna      | 22 gennaio 1968 (30 anni)   | 2     | Boca Juniors           |
| 7  | A    | Antony de Ávila     | 21 dicembre 1962 (35 anni)  | 52    | Barcelona              |
| 8  | C    | John Harold Lozano  | 30 marzo 1972 (26 anni)     | 13    | Real Valladolid        |
| 9  | A    | Adolfo Valencia     | 6 febbraio 1968 (30 anni)   | 34    | Independiente Medellín |
| 10 | C    | Carlos Valderrama   | 2 settembre 1961 (36 anni)  | 106   | Miami Fusion           |
| 11 | A    | Faustino Asprilla   | 10 novembre 1969 (28 anni)  | 44    | Parma                  |
| 12 | P    | Miguel Calero       | 14 aprile 1971 (27 anni)    | 5     | Atlético Nacional      |
| 13 | D    | Wilmer Cabrera      | 15 settembre 1967 (30 anni) | 45    | Millonarios            |
| 14 | C    | Jorge Bolaño        | 28 aprile 1977 (21 anni)    | 0     | Atlético Junior        |
| 15 | A    | Víctor Aristizábal  | 9 dicembre 1971 (26 anni)   | 18    | San Paolo              |
| 16 | D    | Luis Antonio Moreno | 25 dicembre 1970 (27 anni)  | 19    | Deportes Tolima        |
| 17 | C    | Andrés Estrada      | 12 novembre 1967 (30 anni)  | 2     | Deportivo Cali         |
| 18 | C    | John Wilmar Pérez   | 2 febbraio 1970 (28 anni)   | 5     | Deportivo Cali         |
| 19 | C    | Freddy Rincón       | 14 agosto 1966 (31 anni)    | 76    | Corinthians            |
| 20 | A    | Hamilton Ricard     | 12 gennaio 1974 (24 anni)   | 5     | Middlesbrough          |
| 21 | A    | Léider Preciado     | 26 febbraio 1977 (21 anni)  | 0     | Santa Fe               |
| 22 | P    | Farid Mondragón     | 21 giugno 1971 (26 anni)    | 5     | Independiente          |

### Inghilterra
Commissario tecnico: Glenn Hoddle
| N. | Pos. | Giocatore        | Data nascita (età)          | Pres. | Squadra          |
| -- | ---- | ---------------- | --------------------------- | ----- | ---------------- |
| 1  | P    | David Seaman     | 19 settembre 1963 (34 anni) | 40    | Arsenal          |
| 2  | D    | Sol Campbell     | 18 settembre 1974 (23 anni) | 16    | Tottenham        |
| 3  | D    | Graeme Le Saux   | 17 ottobre 1968 (29 anni)   | 25    | Chelsea          |
| 4  | C    | Paul Ince        | 21 ottobre 1967 (30 anni)   | 39    | Liverpool        |
| 5  | D    | Tony Adams       | 10 ottobre 1966 (31 anni)   | 51    | Arsenal          |
| 6  | D    | Gareth Southgate | 3 settembre 1970 (27 anni)  | 25    | Aston Villa      |
| 7  | C    | David Beckham    | 2 maggio 1975 (23 anni)     | 15    | Manchester Utd   |
| 8  | C    | David Batty      | 2 dicembre 1968 (29 anni)   | 31    | Newcastle Utd    |
| 9  | A    | Alan Shearer     | 13 agosto 1970 (27 anni)    | 39    | Newcastle Utd    |
| 10 | A    | Teddy Sheringham | 2 aprile 1966 (32 anni)     | 33    | Manchester Utd   |
| 11 | C    | Steve McManaman  | 11 febbraio 1972 (26 anni)  | 21    | Liverpool        |
| 12 | D    | Gary Neville     | 18 febbraio 1975 (23 anni)  | 27    | Manchester Utd   |
| 13 | P    | Nigel Martyn     | 11 agosto 1966 (31 anni)    | 7     | Leeds Utd        |
| 14 | C    | Darren Anderton  | 3 marzo 1972 (26 anni)      | 18    | Tottenham        |
| 15 | C    | Paul Merson      | 20 marzo 1968 (30 anni)     | 18    | Middlesbrough    |
| 16 | C    | Paul Scholes     | 16 novembre 1974 (23 anni)  | 7     | Manchester Utd   |
| 17 | C    | Rob Lee          | 1º febbraio 1966 (32 anni)  | 17    | Newcastle Utd    |
| 18 | D    | Martin Keown     | 24 luglio 1966 (31 anni)    | 18    | Arsenal          |
| 19 | A    | Les Ferdinand    | 18 dicembre 1966 (31 anni)  | 17    | Tottenham        |
| 20 | A    | Michael Owen     | 14 dicembre 1979 (18 anni)  | 5     | Liverpool        |
| 21 | D    | Rio Ferdinand    | 7 novembre 1978 (19 anni)   | 3     | West Ham United  |
| 22 | P    | Tim Flowers      | 3 febbraio 1967 (31 anni)   | 11    | Blackburn Rovers |

### Romania
Commissario tecnico: Anghel Iordănescu
| N. | Pos. | Giocatore           | Data nascita (età)          | Pres. | Squadra               |
| -- | ---- | ------------------- | --------------------------- | ----- | --------------------- |
| 1  | P    | Dumitru Stângaciu   | 9 agosto 1964 (33 anni)     | 5     | Kocaelispor           |
| 2  | D    | Dan Petrescu        | 22 dicembre 1967 (30 anni)  | 68    | Chelsea               |
| 3  | D    | Cristian Dulca      | 25 settembre 1972 (25 anni) | 5     | Rapid Bucarest        |
| 4  | D    | Anton Doboș         | 13 ottobre 1965 (32 anni)   | 21    | AEK Atene             |
| 5  | C    | Constantin Gâlcă    | 8 marzo 1972 (26 anni)      | 32    | Espanyol              |
| 6  | D    | Gheorghe Popescu    | 9 ottobre 1967 (30 anni)    | 78    | Galatasaray           |
| 7  | A    | Marius Lăcătuș      | 5 aprile 1964 (34 anni)     | 81    | Steaua Bucarest       |
| 8  | C    | Dorinel Munteanu    | 25 giugno 1968 (29 anni)    | 63    | Colonia               |
| 9  | A    | Viorel Moldovan     | 8 luglio 1972 (25 anni)     | 24    | Coventry City         |
| 10 | C    | Gheorghe Hagi       | 5 febbraio 1965 (33 anni)   | 111   | Galatasaray           |
| 11 | A    | Adrian Ilie         | 20 aprile 1974 (24 anni)    | 20    | Valencia              |
| 12 | P    | Bogdan Stelea       | 5 dicembre 1967 (30 anni)   | 46    | Salamanca             |
| 13 | D    | Liviu Ciobotariu    | 26 marzo 1971 (27 anni)     | 4     | Naţional Bucarest     |
| 14 | C    | Radu Niculescu      | 2 marzo 1975 (23 anni)      | 11    | Naţional Bucarest     |
| 15 | C    | Lucian Marinescu    | 24 giugno 1972 (25 anni)    | 4     | Rapid Bucarest        |
| 16 | C    | Gabriel Popescu     | 23 dicembre 1973 (24 anni)  | 12    | Salamanca             |
| 17 | A    | Ilie Dumitrescu     | 6 gennaio 1969 (29 anni)    | 62    | Atlante               |
| 18 | C    | Iulian Filipescu    | 29 marzo 1974 (24 anni)     | 15    | Galatasaray           |
| 19 | C    | Ovidiu Stîngă       | 5 dicembre 1972 (25 anni)   | 19    | PSV                   |
| 20 | D    | Tibor Selymes       | 14 maggio 1970 (28 anni)    | 44    | Anderlecht            |
| 21 | A    | Gheorghe Craioveanu | 14 febbraio 1968 (30 anni)  | 18    | Real Sociedad         |
| 22 | P    | Florin Prunea       | 8 agosto 1968 (29 anni)     | 35    | Universitatea Craiova |

### Tunisia
Commissario tecnico:  Henryk Kasperczak (esonerato dopo le prime due partite e sostituito da Ali Selmi per l'ultima partita)
| N. | Pos. | Giocatore         | Data nascita (età)         | Pres. | Squadra         |
| -- | ---- | ----------------- | -------------------------- | ----- | --------------- |
| 1  | P    | Chokri El Ouaer   | 15 agosto 1966 (31 anni)   | 51    | Espérance       |
| 2  | A    | Imed Ben Younes   | 16 giugno 1974 (23 anni)   | 9     | Étoile du Sahel |
| 3  | D    | Sami Trabelsi     | 4 febbraio 1968 (30 anni)  | 45    | Sfaxien         |
| 4  | D    | Mounir Boukadida  | 24 ottobre 1967 (30 anni)  | 30    | Étoile du Sahel |
| 5  | D    | Hatem Trabelsi    | 25 gennaio 1977 (21 anni)  | 2     | Sfaxien         |
| 6  | D    | Ferid Chouchane   | 19 aprile 1973 (25 anni)   | 26    | Étoile du Sahel |
| 7  | D    | Tarek Thabet      | 16 agosto 1971 (26 anni)   | 43    | Espérance       |
| 8  | C    | Zoubeir Baya      | 15 maggio 1971 (27 anni)   | 44    | Friburgo        |
| 9  | A    | Riadh Jelassi     | 7 luglio 1971 (26 anni)    | 13    | Étoile du Sahel |
| 10 | C    | Kaies Ghodhbane   | 7 gennaio 1976 (22 anni)   | 46    | Étoile du Sahel |
| 11 | A    | Adel Sellimi      | 16 novembre 1972 (25 anni) | 57    | Real Jaén       |
| 12 | A    | Mourad Melki      | 9 maggio 1975 (23 anni)    | 2     | Olympique Béja  |
| 13 | C    | Riadh Bouazizi    | 8 aprile 1973 (25 anni)    | 24    | Étoile du Sahel |
| 14 | C    | Sirajeddine Chihi | 16 aprile 1970 (28 anni)   | 47    | Espérance       |
| 15 | C    | Skander Souayah   | 20 novembre 1972 (25 anni) | 31    | Sfaxien         |
| 16 | P    | Radhouane Salhi   | 18 dicembre 1967 (30 anni) | 5     | Étoile du Sahel |
| 17 | C    | José Clayton      | 21 marzo 1974 (24 anni)    | 4     | Étoile du Sahel |
| 18 | A    | Mehdi Ben Slimane | 1º gennaio 1974 (24 anni)  | 32    | Friburgo        |
| 19 | C    | Faysal Ben Ahmed  | 7 marzo 1973 (25 anni)     | 2     | Espérance       |
| 20 | D    | Sabri Jaballah    | 28 giugno 1973 (24 anni)   | 20    | Club Africain   |
| 21 | D    | Khaled Badra      | 8 aprile 1973 (25 anni)    | 26    | Espérance       |
| 22 | P    | Ali Boumnijel     | 13 aprile 1966 (32 anni)   | 12    | Bastia          |

## Gruppo H

### Argentina
Commissario tecnico: Daniel Passarella
| N. | Pos. | Giocatore              | Data nascita (età)         | Pres. | Squadra         |
| -- | ---- | ---------------------- | -------------------------- | ----- | --------------- |
| 1  | P    | Carlos Roa             | 15 agosto 1969 (28 anni)   | 10    | Maiorca         |
| 2  | D    | Roberto Ayala          | 14 aprile 1973 (25 anni)   | 37    | Napoli          |
| 3  | D    | José Chamot            | 17 maggio 1969 (29 anni)   | 31    | Lazio           |
| 4  | D    | Mauricio Pineda        | 13 luglio 1975 (22 anni)   | 7     | Udinese         |
| 5  | C    | Matías Almeyda         | 21 dicembre 1973 (24 anni) | 24    | Lazio           |
| 6  | D    | Roberto Néstor Sensini | 12 ottobre 1966 (31 anni)  | 44    | Parma           |
| 7  | A    | Claudio López          | 17 luglio 1974 (23 anni)   | 25    | Valencia        |
| 8  | C    | Diego Simeone          | 28 aprile 1970 (28 anni)   | 69    | Inter           |
| 9  | A    | Gabriel Batistuta      | 1º febbraio 1969 (29 anni) | 61    | Fiorentina      |
| 10 | C    | Ariel Ortega           | 4 marzo 1974 (24 anni)     | 50    | Valencia        |
| 11 | C    | Juan Sebastián Verón   | 9 marzo 1975 (23 anni)     | 17    | Sampdoria       |
| 12 | P    | Germán Burgos          | 16 aprile 1969 (29 anni)   | 9     | River Plate     |
| 13 | D    | Pablo Paz              | 27 gennaio 1973 (25 anni)  | 15    | Tenerife        |
| 14 | D    | Nelson Vivas           | 18 ottobre 1969 (28 anni)  | 11    | Lugano          |
| 15 | C    | Leonardo Astrada       | 6 gennaio 1970 (28 anni)   | 20    | River Plate     |
| 16 | C    | Sergio Berti           | 17 febbraio 1969 (29 anni) | 15    | River Plate     |
| 17 | P    | Pablo Cavallero        | 13 aprile 1974 (24 anni)   | 8     | Vélez Sársfield |
| 18 | A    | Abel Balbo             | 1º giugno 1966 (32 anni)   | 34    | Roma            |
| 19 | A    | Hernán Crespo          | 5 luglio 1975 (22 anni)    | 18    | Parma           |
| 20 | C    | Marcelo Gallardo       | 18 gennaio 1976 (22 anni)  | 23    | River Plate     |
| 21 | A    | Marcelo Delgado        | 24 marzo 1973 (25 anni)    | 13    | Racing          |
| 22 | D    | Javier Zanetti         | 10 agosto 1973 (24 anni)   | 30    | Inter           |

### Croazia
Commissario tecnico: Miroslav Blažević
| N. | Pos. | Giocatore         | Data nascita (età)          | Pres. | Squadra              |
| -- | ---- | ----------------- | --------------------------- | ----- | -------------------- |
| 1  | P    | Dražen Ladić      | 1º gennaio 1963 (35 anni)   | 41    | Dinamo Zagabria      |
| 2  | A    | Petar Krpan       | 1º luglio 1974 (23 anni)    | 1     | Osijek               |
| 3  | C    | Anthony Šerić     | 15 gennaio 1979 (19 anni)   | 3     | Hajduk Spalato       |
| 4  | D    | Igor Štimac       | 6 settembre 1967 (30 anni)  | 29    | Derby County         |
| 5  | D    | Goran Jurić       | 5 febbraio 1963 (35 anni)   | 11    | Dinamo Zagabria      |
| 6  | D    | Slaven Bilić      | 11 settembre 1968 (29 anni) | 36    | Everton              |
| 7  | C    | Aljoša Asanović   | 14 dicembre 1965 (32 anni)  | 39    | Napoli               |
| 8  | C    | Robert Prosinečki | 12 gennaio 1969 (29 anni)   | 29    | Dinamo Zagabria      |
| 9  | A    | Davor Šuker       | 1º gennaio 1968 (30 anni)   | 36    | Real Madrid          |
| 10 | C    | Zvonimir Boban    | 8 ottobre 1968 (29 anni)    | 35    | Milan                |
| 11 | C    | Silvio Marić      | 20 marzo 1975 (23 anni)     | 7     | Dinamo Zagabria      |
| 12 | P    | Marijan Mrmić     | 6 maggio 1965 (33 anni)     | 12    | Beşiktaş             |
| 13 | C    | Mario Stanić      | 10 aprile 1972 (26 anni)    | 16    | Parma                |
| 14 | C    | Zvonimir Soldo    | 2 novembre 1967 (30 anni)   | 26    | Stoccarda            |
| 15 | D    | Igor Tudor        | 16 aprile 1978 (20 anni)    | 5     | Hajduk Spalato       |
| 16 | A    | Ardian Kozniku    | 27 ottobre 1967 (30 anni)   | 7     | Bastia               |
| 17 | D    | Robert Jarni      | 26 ottobre 1968 (29 anni)   | 38    | Betis Siviglia       |
| 18 | D    | Zoran Mamić       | 30 settembre 1971 (26 anni) | 6     | Bochum               |
| 19 | A    | Goran Vlaović     | 7 agosto 1972 (25 anni)     | 28    | Valencia             |
| 20 | D    | Dario Šimić       | 12 novembre 1975 (22 anni)  | 17    | Dinamo Zagabria      |
| 21 | C    | Krunoslav Jurčić  | 26 novembre 1969 (28 anni)  | 9     | Dinamo Zagabria      |
| 22 | P    | Vladimir Vasilj   | 6 luglio 1975 (22 anni)     | 1     | Hrvatski Dragovoljac |

### Giamaica
Commissario tecnico:  René Simões
| N. | Pos. | Giocatore         | Data nascita (età)          | Pres. | Squadra         |
| -- | ---- | ----------------- | --------------------------- | ----- | --------------- |
| 1  | P    | Warren Barrett    | 9 luglio 1970 (27 anni)     | 128   | Violet Kickers  |
| 2  | D    | Stephen Malcolm   | 2 maggio 1970 (28 anni)     | 62    | Seba United     |
| 3  | C    | Chris Dawes       | 31 maggio 1974 (24 anni)    | 20    | Galaxy United   |
| 4  | D    | Linval Dixon      | 14 settembre 1971 (26 anni) | 104   | Hazard United   |
| 5  | D    | Ian Goodison      | 21 novembre 1972 (25 anni)  | 55    | Olympic Gardens |
| 6  | C    | Fitzroy Simpson   | 26 febbraio 1970 (28 anni)  | 23    | Portsmouth      |
| 7  | C    | Peter Cargill     | 2 marzo 1964 (34 anni)      | 76    | Harbour View    |
| 8  | A    | Marcus Gayle      | 27 settembre 1970 (27 anni) | 5     | Wimbledon FC    |
| 9  | A    | Andy Williams     | 23 settembre 1977 (20 anni) | 25    | Columbus Crew   |
| 10 | A    | Walter Boyd       | 1º gennaio 1972 (26 anni)   | 57    | Arnett Gardens  |
| 11 | C    | Theodore Whitmore | 5 agosto 1972 (25 anni)     | 76    | Seba United     |
| 12 | D    | Dean Sewell       | 13 aprile 1972 (26 anni)    | 4     | Constant Spring |
| 13 | P    | Aaron Lawrence    | 11 agosto 1970 (27 anni)    | 17    | Reno            |
| 14 | P    | Donovan Ricketts  | 7 giugno 1977 (21 anni)     | 0     | Wadadah         |
| 15 | D    | Ricardo Gardner   | 25 settembre 1978 (19 anni) | 34    | Harbour View    |
| 16 | C    | Robbie Earle      | 27 gennaio 1965 (33 anni)   | 8     | Wimbledon FC    |
| 17 | A    | Onandi Lowe       | 2 dicembre 1973 (24 anni)   | 30    | Harbour View    |
| 18 | A    | Deon Burton       | 25 ottobre 1976 (21 anni)   | 18    | Derby County    |
| 19 | D    | Frank Sinclair    | 3 dicembre 1971 (26 anni)   | 5     | Chelsea         |
| 20 | C    | Darryl Powell     | 15 novembre 1971 (26 anni)  | 2     | Derby County    |
| 21 | D    | Durrent Brown     | 8 luglio 1964 (33 anni)     | 125   | Wadadah         |
| 22 | A    | Paul Hall         | 3 luglio 1972 (25 anni)     | 23    | Portsmouth      |

### Giappone
Commissario tecnico:  Takeshi Okada
| N. | Pos. | Giocatore            | Data nascita (età)          | Pres. | Squadra              |
| -- | ---- | -------------------- | --------------------------- | ----- | -------------------- |
| 1  | P    | Nobuyuki Kojima      | 17 gennaio 1966 (32 anni)   | 5     | Bellmare Hiratsuka   |
| 2  | D    | Akira Narahashi      | 26 novembre 1971 (26 anni)  | 29    | Kashima Antlers      |
| 3  | D    | Naoki Sōma           | 19 luglio 1971 (26 anni)    | 50    | Kashima Antlers      |
| 4  | D    | Masami Ihara         | 18 settembre 1967 (30 anni) | 116   | Yokohama Marinos     |
| 5  | D    | Norio Omura          | 6 settembre 1969 (28 anni)  | 31    | Yokohama Marinos     |
| 6  | C    | Motohiro Yamaguchi   | 29 gennaio 1969 (29 anni)   | 56    | Yokohama Flügels     |
| 7  | C    | Teruyoshi Itō        | 31 agosto 1974 (23 anni)    | 2     | Shimizu S-Pulse      |
| 8  | C    | Hidetoshi Nakata     | 22 gennaio 1977 (21 anni)   | 21    | Bellmare Hiratsuka   |
| 9  | A    | Masashi Nakayama     | 23 settembre 1967 (30 anni) | 27    | Júbilo Iwata         |
| 10 | C    | Hiroshi Nanami       | 28 novembre 1972 (25 anni)  | 44    | Júbilo Iwata         |
| 11 | C    | Shinji Ono           | 27 settembre 1979 (18 anni) | 2     | Urawa Red Diamonds   |
| 12 | A    | Wagner Lopes         | 29 gennaio 1969 (29 anni)   | 10    | Bellmare Hiratsuka   |
| 13 | C    | Toshihiro Hattori    | 23 settembre 1973 (24 anni) | 6     | Júbilo Iwata         |
| 14 | A    | Masayuki Okano       | 25 luglio 1972 (25 anni)    | 25    | Urawa Red Diamonds   |
| 15 | C    | Hiroaki Morishima    | 30 aprile 1972 (26 anni)    | 36    | Cerezo Osaka         |
| 16 | D    | Toshihide Saitō      | 20 aprile 1973 (25 anni)    | 14    | Shimizu S-Pulse      |
| 17 | D    | Yutaka Akita         | 6 agosto 1970 (27 anni)     | 27    | Kashima Antlers      |
| 18 | A    | Shōji Jō             | 17 giugno 1975 (22 anni)    | 24    | Yokohama Marinos     |
| 19 | D    | Eisuke Nakanishi     | 23 giugno 1973 (24 anni)    | 7     | JEF United Ichihara  |
| 20 | P    | Yoshikatsu Kawaguchi | 15 agosto 1975 (22 anni)    | 27    | Yokohama Marinos     |
| 21 | P    | Seigō Narazaki       | 15 aprile 1976 (22 anni)    | 2     | Yokohama Flügels     |
| 22 | C    | Takashi Hirano       | 15 luglio 1974 (23 anni)    | 10    | Nagoya Grampus Eight |